# Sieroszewice (gmina)
Sieroszewice (1934–1954 gmina Sieroszewice Nowe) – gmina wiejska w województwie wielkopolskim, w powiecie ostrowskim z siedzibą w Sieroszewicach.
Według danych z 1 stycznia 2024 roku gmina liczyła 9298 mieszkańców; zamieszkuje ją 5,8% ludności powiatu ostrowskiego.

## Położenie
Według danych z 1 stycznia 2024 roku powierzchnia gminy Sieroszewice wynosiła 163,19 km².
Gmina położona jest we wschodniej części powiatu ostrowskiego na Wysoczyźnie Kaliskiej, w paśmie makroregionu Niziny Południowowielkopolskiej.
Najniżej położony punkt na terenie gminy leży w miejscowości Namysłaki (122,9 m n.p.m.), a najwyższy położony jest w Sieroszewicach (153,3 m n.p.m.).
Przez teren gminy Sieroszewice przebiega droga wojewódzka:
- 450 droga wojewódzka nr 450 (Kalisz – Ołobok – Grabów nad Prosną – Opatów).

## Przynależność administracyjna
| Gmina Sieroszewice | Gmina Sieroszewice        | Gmina Sieroszewice        |
| Okres              | Jednostka administracyjna | Jednostka administracyjna |
| ------------------ | ------------------------- | ------------------------- |
| 1975–1998          | województwo kaliskie      | województwo kaliskie      |
| 1999–              | województwo wielkopolskie | powiat ostrowski          |

## Środowisko naturalne

### Lasy
W 2017 roku powierzchnia lasów na terenie gminy wynosiła 4930 ha, co stanowi lesistość na poziomie 30,2%. Główne kompleksy leśne to: Las Rososzyca i Las Wielowieś.

### Wody
| Cieki wodne na terenie gminy Sieroszewice | Cieki wodne na terenie gminy Sieroszewice |
| Nazwa                                     | Długość [km]                              |
| ----------------------------------------- | ----------------------------------------- |
| Ciemna                                    | 2,6                                       |
| Kanał Biernacice                          | ?                                         |
| Kanał Masanowski                          | 7                                         |
| Ołobok                                    | 15                                        |
| Prosna                                    | 25,5                                      |
| Rów Masanowski                            | 4                                         |
| Zgniła Barycz                             | 12                                        |

### Obszary chronione

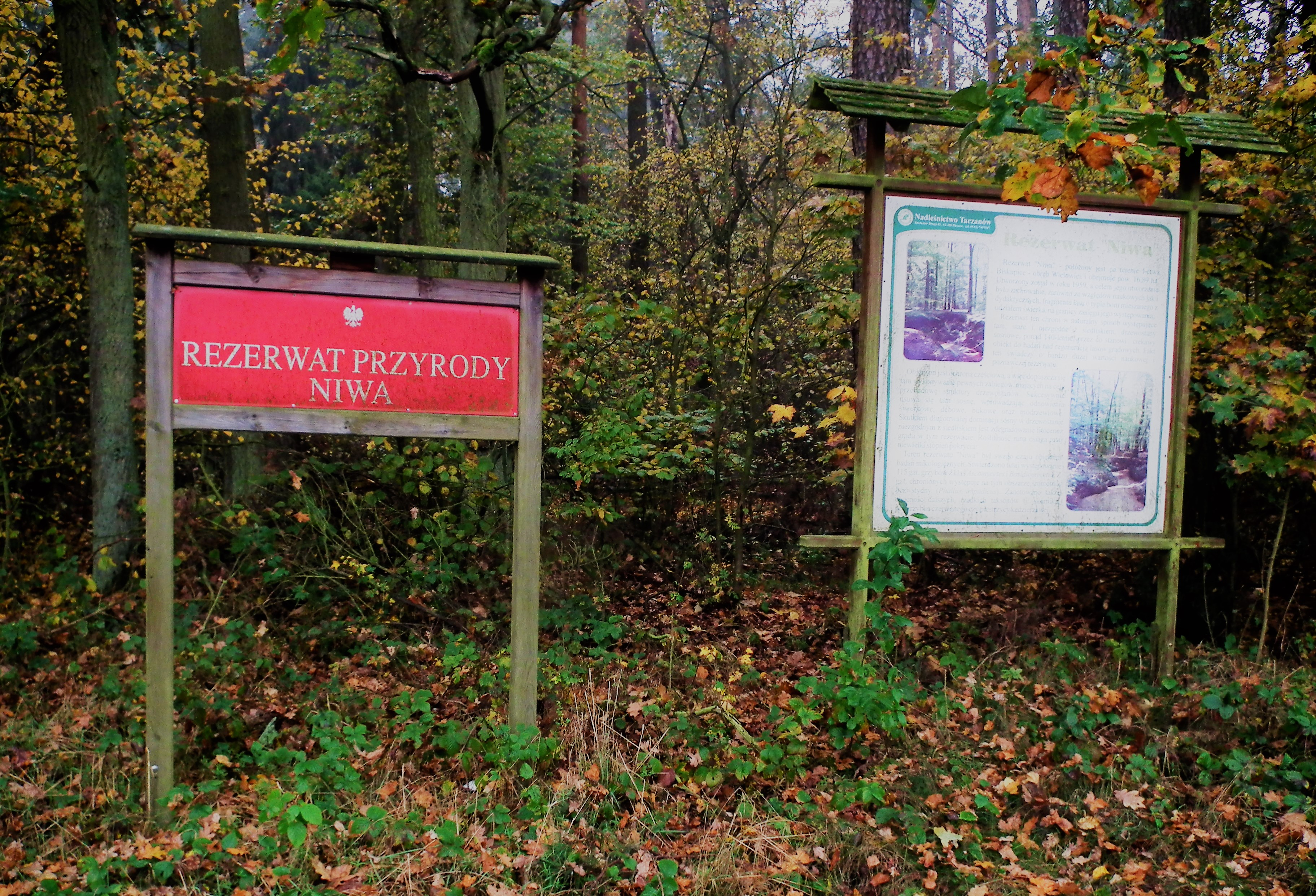
Rezerwat przyrody „Niwa”

- aleje przydrożne (pomniki przyrody)[5]:
  - brzozowa w Masanowie
  - dębowa w Raduchowie
  - lipowa w Sieroszewicach
- obszar chronionego krajobrazu – obejmujący teren całej gminy Sieroszewice (od 1996 roku)[5]:
  - Dolina rzeki Prosny
  - Kotlina Grabowska
- rezerwat przyrody:
  - „Majówka”
  - „Niwa”

## Zabytki
| Miejscowość  | Nazwa                                                     | Wybudowany             | Zdjęcie | Wpis do rejestru zabytków                        |
| ------------ | --------------------------------------------------------- | ---------------------- | ------- | ------------------------------------------------ |
| Kania        | Krzyż Pawła Brylińskiego                                  | XIX w.                 |         | brak                                             |
| Latowice     | Kościół pw. Matki Boskiej Częstochowskiej                 | 1871–1872              |         | brak                                             |
| Masanów      | Wiatrak koźlak (zniszczony)                               | XIX w.                 |         | 909/A z 20.02.1970                               |
| Ołobok       | Kościół pw. św. Jana Ewangelisty                          | XV/XVII w., 1695, 1780 |         | 524 z 31.12.1990                                 |
| Ołobok       | Klasztor pocysterski (budynek klasztoru rozebrano w 1882) | XV/XVII w., 1695, 1882 |         | AK-I-11a/110 z 21.12.1932 oraz 114/A z 1.06.1968 |
| Ołobok       | Brama i mur kościelny                                     | XVIII w.               |         | AK-I-11a/110 z 21.12.1932 oraz 114/A z 1.06.1968 |
| Ołobok       | Organistówka                                              | XIX w.                 |         | AK-I-11a/110 z 21.12.1932 oraz 114/A z 1.06.1968 |
| Ołobok       | Dzwonnica                                                 | XVIII w.               |         | AK-I-11a/110 z 21.12.1932 oraz 114/A z 1.06.1968 |
| Ołobok       | Kościół cmentarny pw. św. Jana Chrzciciela                | XVI w.                 |         | 438 z 24.03.1982                                 |
| Ołobok       | Chałupa (ul. Słomkarska 1)                                | XIX w.                 |         | 913/A z 20.02.1970                               |
| Ołobok       | Młyn wodny                                                | poł. XIX w.            |         | 911/A z 20.02.1970                               |
| Parczew      | Dwór                                                      | 2 poł. XIX w.          |         | 722/A z 18.12.1995                               |
| Psary        | Pałac Brodowskich                                         | 1910                   |         | 672/A z 10.05.1993                               |
| Psary        | Park                                                      | 1910                   |         | 672/A z 10.05.1993                               |
| Rososzyca    | Kościół pw. św. Marka                                     | 1818                   |         | 115/A z 1.06.1968                                |
| Rososzyca    | Pałac                                                     | 1875                   |         | 1413/A z 1.03.1973                               |
| Rososzyca    | Park                                                      | 1875                   |         | 1413/A z 1.03.1973                               |
| Sieroszewice | Dwór Skórzewskich (w 2017 uległ pożarowi)                 | lata 70. XIX w.        |         | brak                                             |
| Strzyżew     | Kościół pw. Najświętszej Maryi Panny Królowej Polski      | 1865                   |         | 1058/Wlkp/A z 11.06.2018                         |
| Strzyżew     | Cmentarz kościelny (otoczenie)                            |                        |         | 1058/Wlkp/A z 11.06.2018                         |

### Wskaźnik maskulinizacji

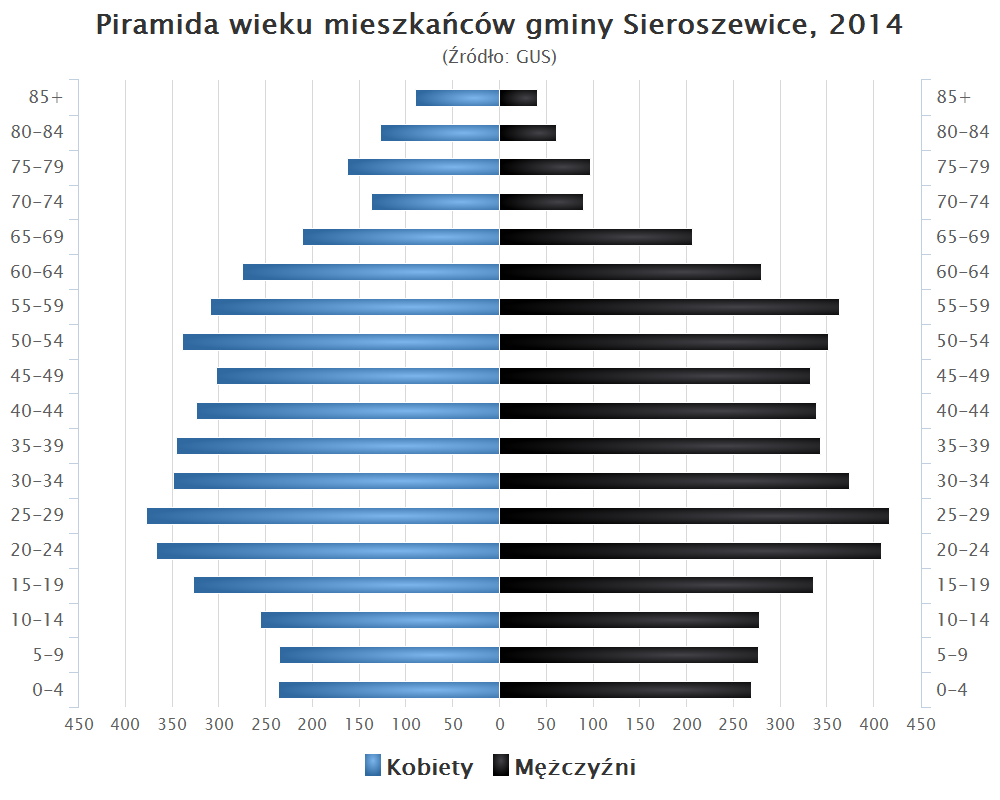
Piramida wieku mieszkańców gminy Sieroszewice w 2014 roku

## Demografia

### Ludność
| Liczba mieszkańców gminy Sieroszewice wg GUS | Liczba mieszkańców gminy Sieroszewice wg GUS | Liczba mieszkańców gminy Sieroszewice wg GUS | Liczba mieszkańców gminy Sieroszewice wg GUS | Liczba mieszkańców gminy Sieroszewice wg GUS |
| Rok (stan na 1 stycznia)                     | Liczba ludności                              | Przyrost                                     | Gęst. zaludnienia [os./km²]                  | Powierzchnia [km²]                           |
| -------------------------------------------- | -------------------------------------------- | -------------------------------------------- | -------------------------------------------- | -------------------------------------------- |
| 2012                                         | 9 645                                        | –                                            | 59                                           | 163,17                                       |
| 2013                                         | 9 646                                        | 1                                            | 59                                           | 163,17                                       |
| 2014                                         | 9 650                                        | 4                                            | 59                                           | 163,17                                       |
| 2015                                         | 9 631                                        | 19                                           | 59                                           | 163,17                                       |
| 2016                                         | 9 659                                        | 28                                           | 59                                           | 163,17                                       |
| 2017                                         | 9 669                                        | 10                                           | 59                                           | 163,17                                       |
| 2018                                         | 9 680                                        | 11                                           | 59                                           | 163,17                                       |
| 2024                                         | 9 298                                        | 382                                          | 57                                           | 163,19                                       |

| Wskaźnik maskulinizacji (stan na 31 grudnia 2023) | Wskaźnik maskulinizacji (stan na 31 grudnia 2023) | Wskaźnik maskulinizacji (stan na 31 grudnia 2023) | Wskaźnik maskulinizacji (stan na 31 grudnia 2023) | Wskaźnik maskulinizacji (stan na 31 grudnia 2023) |
| Opis                                              | Ogółem                                            | Ogółem                                            | Kobiety                                           | Mężczyźni                                         |
| ------------------------------------------------- | ------------------------------------------------- | ------------------------------------------------- | ------------------------------------------------- | ------------------------------------------------- |
| populacja                                         | 9313                                              | 100%                                              | 49,6%                                             | 50,4%                                             |

## Gospodarka
W 2017 roku według danych Głównego Urzędu Statystycznego na terenie gminy zarejestrowanych było 749 podmiotów gospodarczych; dochód gminy na jednego mieszkańca wynosił 3871 zł. Główne sektory to: ślusarstwo, handel, budownictwo, przetwórstwo drewna, transport i rzeźnictwo.
W 2019 dochody budżetu gminy Sieroszewice wyniosły 39,2 mln zł, a wydatki 38,8 mln zł – nadwyżka budżetowa wyniosła 400 tys. zł.

## Transport kolejowy
| Linia kolejowa                                     | Stacja                  | Kierunek               |
| -------------------------------------------------- | ----------------------- | ---------------------- |

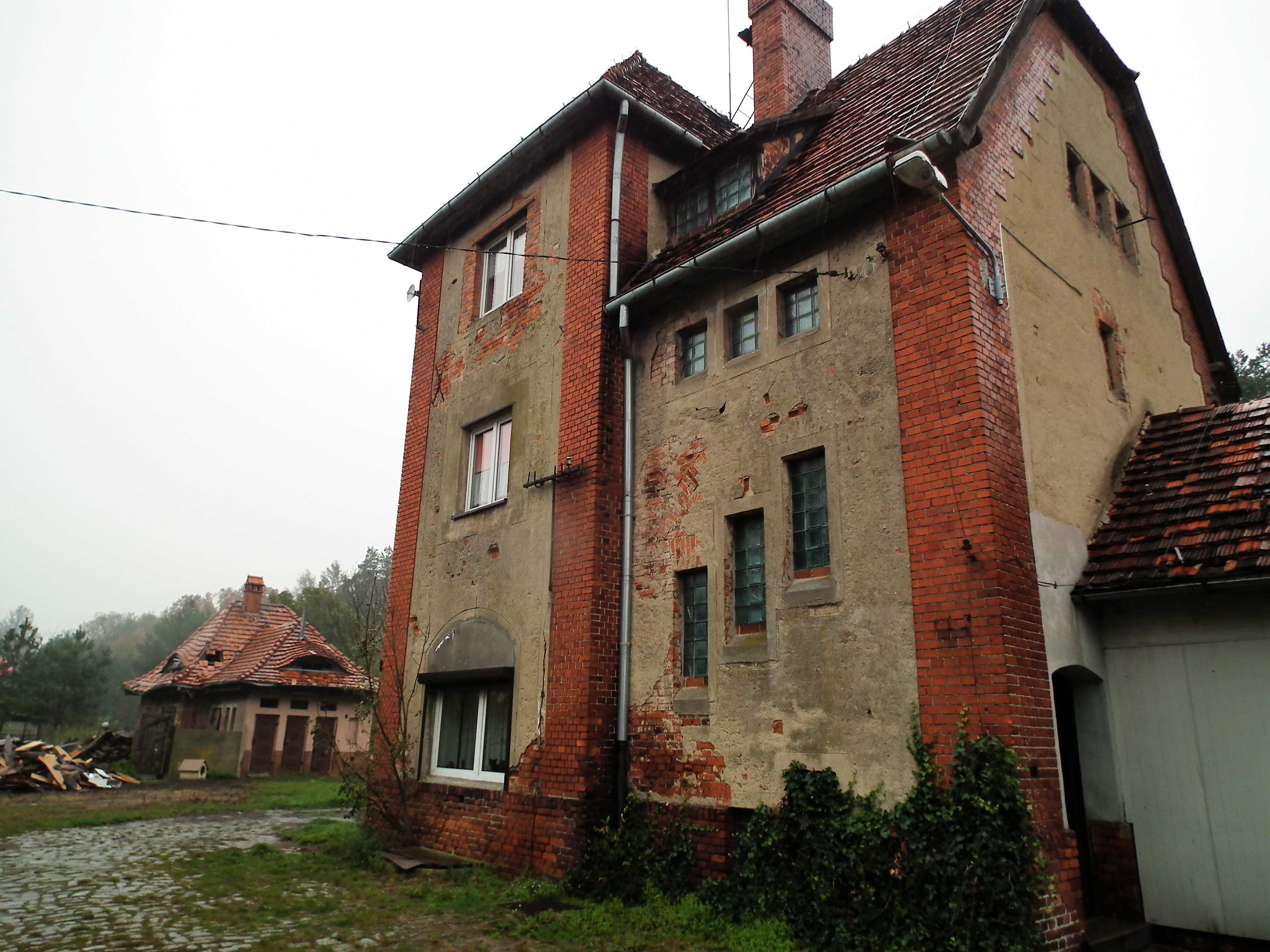
Budynek stacji kolejowej Namysłaki (2017)

| 383 (nieczynna od 1999; częściowo kolej drezynowa) | - Namysłaki (nieczynna) | Ostrzeszów ↔ Namysłaki |

## Miejscowości

### Sołectwa
- Bibianki, Biernacice, Bilczew, Kania, Latowice, Masanów, Namysłaki, Ołobok, Parczew, Psary, Raduchów, Rososzyca, Sieroszewice, Sławin, Strzyżew, Westrza, Wielowieś, Zamość.

### Osady
- Biskupice, Górski Młyn, Kaliszkowice, Kęszyce, Kowalew, Miłaszka, Wielowieś.

### Części wsi
- Fidela, Ilski Młyn, Małolepsza, Młynik, Piaski, Rachuta, Spalony, Stara Wieś, Strzyżewek, Urban, Wydarta, Wygoda, Zawicki, Zmyślona.

## Sąsiednie gminy
Brzeziny, Godziesze Wielkie, Grabów nad Prosną, Kraszewice, Mikstat, Nowe Skalmierzyce, Ostrów Wielkopolski, Przygodzice.